# Clemens Pötzsch

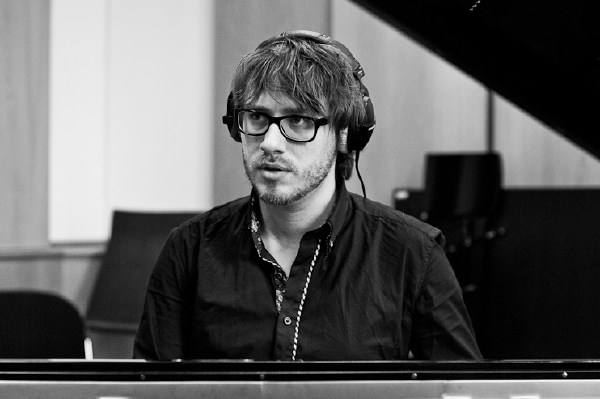
Clemens Pötzsch, während einer Studiosession 2012

Clemens Pötzsch (auch Clemens Christian Poetzsch; * 12. März 1985 in Dresden) ist ein deutscher Pianist und Komponist.

## Leben
Pötzsch kam 1985 als Sohn des Juristen, Sachbuchautors und Stadtführers Christoph Pötzsch in Dresden zur Welt. Er besuchte das St. Benno-Gymnasium, erhielt bis 2003 eine musikalische Ausbildung am Heinrich-Schütz-Konservatorium Dresden und studierte von 2004 bis zum künstlerischen Diplom im Jahr 2010 Klavier an der Hochschule für Musik Carl Maria von Weber Dresden (HfM) bei Michael Fuchs und Matthias Bätzel. Daran schloss sich ein Kompositionsstudium bei Thomas Zoller an.
Pötzsch war Mitglied im Bundesjugendjazzorchester, spielte beim Dozentenkonzert im Rahmen der Jazztage Dresden 2012 anlässlich des 50-jährigen Bestehens der Fachrichtung Jazz/Rock/Pop an der HfM und gehörte zum Ensemble des Staatsschauspiels Dresden. Des Weiteren war Pötzsch Gründungsmitglied des deutsch-libanesischen Quartetts Masaa, dem er zwischen 2012 und 2018 angehörte, mit Auftritten unter anderem im Libanon und 2013 auf Einladung des Goethe-Instituts in Ostafrika.
Für das Sorbische National-Ensemble komponierte er 2013 die Ballettmusik Što zwostanje – Abschied. 
Einige Songs der Band Rammstein arrangierte er 2015 für Klavier; auf dem Konzeptalbum Rammstein – XXI Klavier ist er auch alleiniger Interpret der ausgewählten Rammstein-Titel. Sein Album Remember Tomorrow, das 2019 in der Reihe Neue Meister bei Edel erschien, wurde in fünf Kategorien für den Opus Klassik nominiert. Weiterhin ist er auch auf Alben des Gitarristen Paul Peuker und des Saxophonisten Robert Menzel zu hören. 
An der Hochschule Lausitz unterrichtete Pötzsch Klavier und Korrepetition.

## Auszeichnungen und Preise
Pötzsch wurde mit mehreren Stipendien und Preisen ausgezeichnet, unter anderem war er Preisträger in der International Jazz Haus Piano Competition Freiburg (2008), Finalist im Concours de piano-jazz Martial Solal (2009), Stipendiat der Kulturstiftung des Landes Sachsen und gewann den Solistenpreis des Krokus Jazz Festiwal in Jelenia Góra (2012).
Mit Masaa gewann er 2012 den mit 10.000 Euro dotierten ersten Bremer Jazzpreis.

## Diskografie (Auswahl)
- Poetzsch/Lauer/Rolnik live in Straubingen (2012)
- Clemens Poetzsch und Slavicon (2012, mit Alina Gropper, Eugen Rolnik, Florian Lauer)[8]
- Masaa: Freedom Dance (2013, mit Marcus Rust, Rabih Lahoud, Demian Kappenstein)
- Peuker8: Resound (2013)
- Masaa Afkar (2014)
- Rammstein – XXI Klavier (2015)[3]
- Peuker8: Influx (2018, mit Mark Weschenfelder, Paul Peuker, Alina Gropper, Filip Sommer, Elisabeth Coudoux, Eugen Rolnik, Florian Lauer)
- Remember Tomorrow (2019)
- The Soul of Things (2021)
- Chasing Heisenberg (2022)
- Clemens Christian Poetzsch und Reentko Dirks: Collateral Flow (2024)

## Filmmusik
- 2019: Nationalstraße (Národní trída)